# M7 Priest

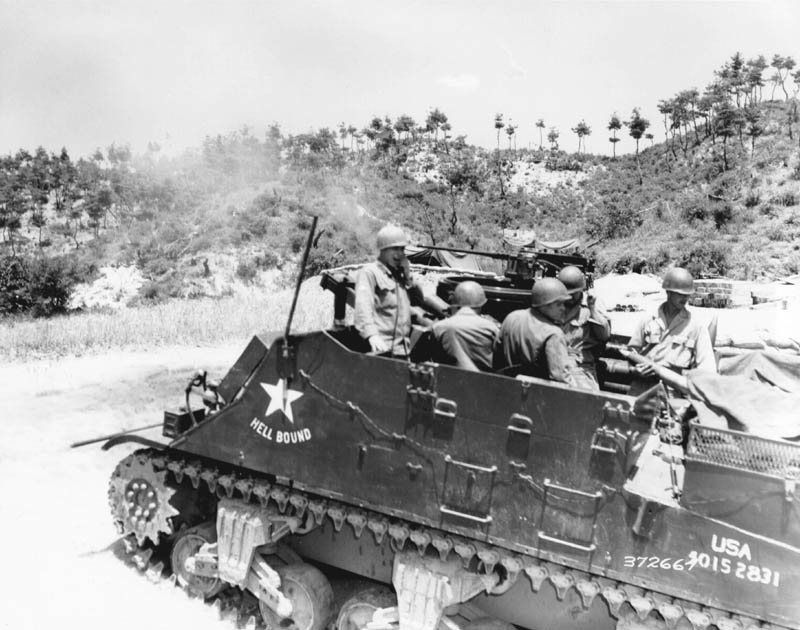
M7 w Korei, 1951

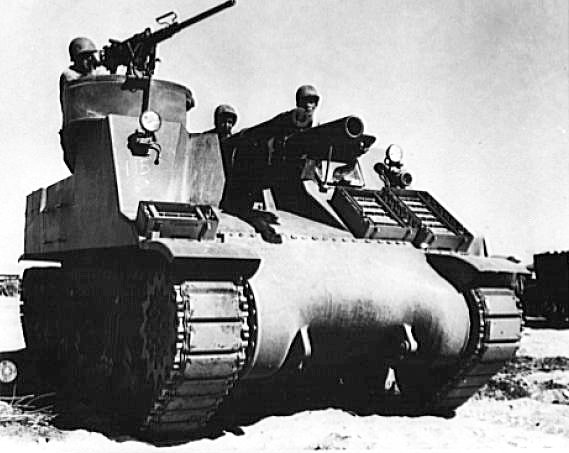
M7 Priest

Howitzer Motor Carriage M7 – amerykańska haubica samobieżna zaprojektowana i używana w okresie II wojny światowej. Przez żołnierzy brytyjskich nazywana była „Priest” (ksiądz) ze względu na przypominające ambonę stanowisko strzelca.

## Historia
Po wybuchu II wojny światowej amerykańscy obserwatorzy zdali sobie sprawę z potrzeby posiadania samobieżnego pojazdu artyleryjskiego z odpowiednio dużym działem nadającym się do wspomagania operacji piechoty. Wcześniejsze doświadczenia z T19 pokazały, że taki pojazd musi być opancerzony i mieć podwozie gąsienicowe. Do produkcji nowego pojazdu zdecydowano się użyć podwozia z czołgu średniego M3 Lee. Pojazd otrzymał tymczasowe oznaczenie T32. Został on uzbrojony w haubicę M1A2 kalibru 105 mm i wielkokalibrowy karabin maszynowy kalibru 12,7 mm. Po próbach polowych, został przyjęty do uzbrojenia w lutym 1942 pod oznaczeniem M7. Produkcja seryjna ruszyła miesiąc później.

### T32
Dwa prototypy wozu nazwanego oficjalnie 105 mm Howitzer Motor Carriage T32 zostały zamówione w ALCO (American Locomotive Company). Prototypy były gotowe w styczniu 1942 roku. Zostały one skierowane na poligon doświadczalny Aberdeen Proving Ground w stanie Maryland. Próby wypadły pozytywnie i po drobnych zmianach pierwszy prototyp został wysłany w lutym do Fort Knox na testy eksploatacyjne. W tym samym czasie drugi prototyp, pozostawiony na poligonie Aberdeen, przeszedł większe modyfikacje. Zmniejszono sylwetkę działa poprzez przekonstruowanie mocowań haubicy. Wiązało to się jednak ze zmniejszeniem maksymalnego podniesienia lufy z 65 stopni do 35 stopni. Obniżono burty przedziału bojowego o 28 cm, zaś przednią płytę, dla lepszej ochrony pancernej, podwyższono o 7,6 cm. Zmiana w ułożeniu amunicji zaowocowała możliwością przewozu większej liczby pocisków – z 44 do 57.

## Produkcja seryjna
Produkcję M7 rozpoczęto w American Locomotive Company pod koniec marca 1942 roku. Pierwsze seryjne wozy były gotowe w pierwszych dniach kwietnia 1942 roku. Dwa pierwsze egzemplarze zostały 6 kwietnia dostarczone na poligon Aberdeen, w celu przeprowadzenia prób eksploatacyjnych. Wkrótce potem rozpoczęły się dostawy seryjnych wozów do jednostek artylerii pancernej. Do końca 1942 roku zbudowano 2028 pojazdów. Produkcję podstawowej wersji zakończono w sierpniu 1943 roku. Do tamtego czasu zbudowano łącznie 2814 "Priestów". W toku produkcji wprowadzono pewne zmiany. Najbardziej widoczną było zastąpienie trójdzielnej, przedniej, dolnej części kadłuba częścią jednoczęściową. Wiązało to się jednak z koniecznością wymiany głównego układu transmisji mocy z firmy Iowa Transmission Company (która wbrew swojej nazwie mieściła się w Dover w Delaware) na układ firmy Caterpillar Inc. z East Pretoria ze stanu Illinois. Zmianę tę wprowadzono w grudniu 1942 roku. Wtedy również w podwoziu zaczęto montować elementy z czołgu M4 Sherman w miejsce starszych z M3 Lee.
90 pojazdów dostarczono brytyjskiej 8 Armii w Afryce Północnej w połowie 1942 roku. Trafiły one do 11 Pułku Artylerii Polowej Królewskiej Artylerii Konnej z 1 Dywizji Pancernej, który użył ich pod EL Alamein. Kolejną jednostką wyposażoną w te pojazdy był 24. Pułk Artylerii Polowej Królewskiej Artylerii. Brał on udział w walkach na Sycylii i we Włoszech kontynentalnych, szczególnie podczas bitwy pod Anzio. Brytyjskie działa zostały wyposażone w radiostacje, kosztem zmniejszenia zapasu amunicji. Brytyjczycy byli bardzo zadowoleni z tego pojazdu, więc złożyli zamówienie na 5500 egzemplarzy. M7 miał niższą sylwetkę, był wygodniejszy i o wiele bardziej niezawodny od ich nieudanego modelu Bishop. Kłopoty z dostawami nietypowej dla wojsk brytyjskich amunicji spowodowały zapotrzebowanie Brytyjczyków na zamontowanie ich własnej 25-funtowej haubicy kal. 87,6 mm w miejsce amerykańskiej haubicy kal. 105 mm. Jednakże Amerykanie z kolei nie chcieli podjąć produkcji takich wozów i opóźniać produkcji na własne potrzeby, a te w 1942 roku były olbrzymie - trzeba było wyposażyć w "Priesty" już istniejące i formujące się dywizje pancerne US Army. W czerwcu 1942 roku powstał jednak prototyp pojazdu z brytyjską armatą i został nazwany 25 pounder Gun Motor Carriage T51, ale nie trafił do produkcji seryjnej. Brytyjskie zamówienie zostało zrealizowane w Kanadzie, gdzie na podwoziu czołgu Ram powstało działo samobieżne Sexton. Ogólny układ i koncepcja działa Sexton były podobne do M7. Różniły się głównie uzbrojeniem (brytyjska haubica kal. 87,6 mm), kształtem opancerzenia przedziału bojowego i nieco innym podwoziem. Produkcję tego działa rozpoczęto na początku 1943 roku, a zakończono w 1945 roku. Łącznie wyprodukowano 2150 Sextonów.
W drugiej połowie 1943 roku znów pojawiło się zapotrzebowanie na M7, częściowo dla kolejnych formowanych dywizji pancernych, a częściowo dla uzupełnienia strat i zużytych wozów w istniejących jednostkach. W marcu 1944 roku produkcję wozów wznowiono, ale w nieco zmienionej postaci. Główną zmianą było zastosowanie podwozia czołgu M4A3 Sherman, najpopularniejszej odmiany w US Army, w którym zastosowano silnik samochodowy Ford, w miejsce silnika lotniczego Continental. Pogrubiono również dno pojazdu z 13 mm do 25–28 mm. Produkcję nowej wersji oznaczonej M7B1 rozpoczęto w marcu 1944 roku. W tym czasie ALCO wyprodukowało 500 wozów, co dało łącznie 3314 tamże wyprodukowanych wozów. Jednocześnie w marcu 1944 roku podjęto produkcję dział M7B1 w zakładach Pressed Steel Car Company w Pittsburghu w Pensylwanii. Do końca 1944 roku zbudowano tam 664 dział, a w styczniu i lutym 1945 roku kolejne 162 wozy. W lutym 1945 roku produkcję przeniesiono do Federal Machine & Welder z Warren w Ohio, która wcześniej produkowała czołgi M4, a która zajmowała się produkcją sprzętu ciężkiego, takiego jak koparki, spychacze, dźwigi. Zbudowano tam jednak tylko 176 wozów. W maju 1945 roku zakończono budowę wersji B1. Łącznie zbudowano 1502 pojazdy tego typu w trzech zakładach, od marca 1944 roku do maja 1945 roku. Całkowita budowa działa M7 Priest wyniosła 4316 (w tym dwa prototypy).
W trakcie wojny koreańskiej dokonano kolejnych modernizacji, tym razem już używanych dział. Podczas walk w górzystym terenie Korei możliwość podniesienie lufy haubicy na większy kąt nabrała nowego znaczenia. W zmodyfikowanych działach umożliwiono podniesienie lufy na kąt do 65°. Aby zapewnić swobodną obsługę karabinu maszynowego, podniesiono jego mocowanie, umożliwiając ostrzał w sektorze 360°. Tak zmodyfikowane działo oznaczono M7B2. Łącznie w warsztatach pod Tokio zmodyfikowano 127 dział M7B1. Podczas wojny w Korei działa M7 Priest zostały stopniowo wycofane z uzbrojenia US Army i zastąpione nowszymi typami.

## Budowa
M7 posiadał kadłub spawany z płyt pancernych, z odkrytym od góry przedziałem bojowym. Przednia dolna część kadłuba chroniona była pancerzem o grubości 51 mm, a górna o grubości 108 mm. Boczne płyty kadłuba miały grubość 38 mm, tylne i pokrywa silnika po 13 mm. Dno kadłuba miało grubość 13 mm z tyłu i 25 mm z przodu, pod przedziałem załogi. W przedniej części kadłuba znajdowała się przekładnia i wał napędowy wraz z układem przeniesienia mocy i układem kierowania. Dalej były miejsca kierowcy i pomocnika kierowcy. Dowódca pojazdu obsługiwał wielkokalibrowy karabin maszynowy kal. 12,7 mm umieszczony w obrotowym stanowisku z prawej strony przedniej części przedziału załogowego. Dwaj celowniczowie zajmowali miejsce obok działa. Jeden z nich naprowadzał działo w poziomie, a drugi w pionie. Załogę uzupełniało dwóch amunicyjnych.
M7 był uzbrojony w haubicę M2A1 kal. 105 mm. Działo to zaczęto opracowywać w 1920 roku, a do produkcji seryjnej weszło w 1925 roku. W czasie II wojny światowej było ono standardową bronią artylerii dywizyjnej. Produkowane było przez Rock Island Arsenal, ulokowany na wyspie na rzece Missisipi pod miejscowością Rock Island w stanie Illinois. Od 1934 roku w zmodyfikowanej wersji haubicy używano amunicji scalonej 105x372R. Lufa działa miała długość 22 kalibry (2,31 m). W haubicy zastosowano poziomy zamek klinowy. Maksymalna donośność tego działa w wersji holowanej wynosiła 11 160 m, ale w wersji samobieżnej M7, w związku z ograniczeniem kąta podniesienia do 35° maksymalna donośność zmniejszyła się do 10 050 m. Haubica miała hydropneumatyczny oporopowrotnik o maksymalnym skoku 110 cm. Na lufie nie było hamulca wylotowego. Podstawowym typem pocisku był pocisk odłamkowo-burzący M1 o masie 14,97 kg. Cały nabój ważył 19,08 kg. Pocisk zawierał 2,18 kg trotylu lub mieszanki trotylu z amatolem. Jego prędkość początkowa wynosiła 472 m/s. Używano również naboju przeciwpancernego o masie 16,71 kg, z pociskiem przeciwpancernym o masie 13,25 kg. Pocisk ten ze specjalnym czepcem balistycznym zawierał 1,33 kg mieszanki pentrytu z trotylem ukształtowanej tak, by tworzyć strumień kumulacyjny. Pocisk ten, mimo mniejszej prędkości początkowej wynoszącej 381 m/s, przebijał pancerz o grubości 102 mm z odległości do 1800 m. Pocisk dymny M84 zawierał chloran cynku, pocisk dymny WP M60 - biały fosfor, a FS M60 - tlenek siarki. Istniała również odmiana H M60, która była pociskiem chemicznym napełnionym iperytem w ilości 1,44 kg. Do celów szkolnych używano nienapełnionego ładunkiem wybuchowym pocisku M1 Practice. Do celowania używano celownika optycznego M4, celownika peryskopowego M16, a do obserwacji pola walki przez celowniczego lub dowódcę używano panoramicznego przyrządu optycznego M12A2. Zapas amunicji do działa wynosił 69 naboi. Szybkostrzelność praktyczna działa wynosiła 8 strzałów przez pierwsze 90 sekund prowadzenia ognia, cztery wystrzały przez kolejne cztery minuty prowadzenia ognia i trzy wystrzały przez kolejne 10 minut prowadzenia ognia. Dodatkowym uzbrojeniem był wielkokalibrowy karabin maszynowy Browning Machine Gun Cal. 0.50 M2 HB kal. 12,7 mm z zapasem amunicji 300 nabojów w sześciu skrzynkach. Dodatkowo załoga wozu miała do dyspozycji broń osobistą, zazwyczaj pistolety maszynowe kal. 11,43 mm.
Pojazd w wersji podstawowej był napędzany spalinowym, benzynowym silnikiem Wright R-975C1 Whirlwind w wersji przeznaczonej dla M7, wyprodukowany przez zakłady Continental Motors, Inc. mieszczące się w Brookley Aeroplex na przedmieściach Mobile w stanie Alabama. Silnik ten był czołgową wersją silnika lotniczego Wright R-975. Była to chłodzona powietrzem, gwiazdowa, dziewięciocylindrowa jednostka napędowa. Ponieważ w wersji czołgowej nie było odpowiedniego przepływu powietrza do chłodzenia, zastosowano obieg wymuszony dużym wentylatorem, napędzanym z wału silnika. Maksymalna moc silnika R-975C1 wynosiła 400 KM (298 kW) przy 2400 obr./min, moc trwała zaś - 340 KM (254 kW) przy 2100 obr./min. Pojemność skokowa tego silnika wynosiła 15 945 cm3. W wersji M7B1 napędem działa samobieżnego był chłodzony wodą silnik samochodowy Ford GAA pochodzący z czołgu M4A3. Był to ośmiocylindrowy silnik widlasty, o pojemności skokowej 18 025 cm³, wyposażony w gaźnik Stromberg NA-Y5-G. Miał on moc 450 KM (336 kW) przy 2600 obr./min. W obu wersjach paliwo mieściło się w czterech zbiornikach w przedziale silnikowym o łącznej pojemności 662 litrów, w dwóch zbiornikach pionowych przy ścianie pomiędzy przedziałem załogowym a silnikowym o pojemności po 112 litrów oraz w dwóch dodatkowych zbiornikach w sponsonach kadłuba o pojemności 219 litrów każdy. Łączna pojemność zbiorników wynosiła 1324 litry. Umożliwiało to przebycie 200 km po drogach bitych. Szybkość przemieszczania się M7 po drogach wynosiła 40 km/h.
Pojazd w wersji amerykańskiej nie miał żadnych środków łączności, ani wewnętrznej, ani zewnętrznej. Do dowodzenia kolumną w ruchu używano środków łączności zamontowanych na towarzyszących pojazdach dowodzenia. Na stanowiskach ogniowych rozwijano po prostu telefony polowe, z aparatami umieszczonymi na każdym dziale. W wersji brytyjskiej, kosztem zmniejszenia zapasu amunicji, na każdym pojeździe zamontowano radiostację UKF.

## Służba
Nowe działo stało się podstawowym uzbrojeniem amerykańskich oddziałów artylerii samobieżnej. Było przez nie używane na wszystkich frontach wojny. Od 1945 roku były zastępowane w uzbrojeniu przez działa samobieżne M37.
Działa M7 powstały wkrótce dołączone do programu Lend-Lease. 90 egzemplarzy zostało wysłanych do brytyjskiej 8 Armii stacjonującej w Afryce Północnej, gdzie wzięły one udział w II bitwie pod El Alamein.  Po pierwszych bardzo dobrych doświadczeniach Brytyjczycy zamówili 5500 M7, zamówienie to nie zostało w pełni zrealizowane do końca wojny.
Z punktu widzenia Brytyjczyków głównym problemem związanym z M7 był fakt, że uzbrojony on był w haubicę produkcji amerykańskiej, która używała innej amunicji niż brytyjski standard. Oznaczało to dodatkowe utrudnienia logistyczne, związane z zaopatrywaniem oddziałów uzbrojonych w działa M7. Pomimo tego armia brytyjska kontynuowała używanie M7 w kampaniach w Afryce Północnej, we Włoszech i w początkowym okresie walk w Normandii. Po rozpoczęciu budowy działa samobieżnego Sexton, większość M7 zostało przerobionych na transportery opancerzone nazywane „Kangaroo” („kangur”).
127 egzemplarzy dział M7B2 zostało wykorzystanych w czasie wojny koreańskiej.
Łącznie zbudowano prawie 3500 egzemplarzy. M7 były niezawodną bronią i kontynuowały służbę, w wielu armiach świata, na długo po zakończeniu II wojny światowej.

## Warianty

### M7
Pierwsza produkcyjna wersja M7 bazowana na czołgu M3 Lee. W celu zachowania niskiej sylwetki pojazdu ograniczono pionową elewację haubicy.
W maju 1942 roku, po zaledwie miesiącu produkcji, zmieniono nieco konstrukcję pojazdu zwiększając liczbę amunicji przewożonej przez M7 z 24 do 69 naboi. Inne zmiany były związane z nową konstrukcją podwozia i zawieszenia które upodobniły się do rozwiązań zastosowanych w M4 Sherman.
W służbie brytyjskiej niektóre M7 miały zamontowane radio kosztem 24 sztuk amunicji.

### M7B1
W tej wersji zaczęto używać standardowego podwozia Shermana w wersji M4A3. Zmieniono również silnik lotniczy Continental na silnik samochodowy Ford GAA chłodzony wodą. Był to ośmiocylindrowy silnik widlasty, o pojemności skokowej 18 025 cm sześciennych, wyposażony w gaźnik Stromberg NA-Y5-G. Miał on moc 450 KM (336 kW) przy 2600 obr./min.

### M7B2
Wersja powstała w czasie wojny koreańskiej, w wyniku przebudowy dział M7B1. Zwiększono w niej kąt podniesienia lufy haubicy do 65° oraz zmodyfikowano mocowanie karabinu maszynowego, aby mógł on strzelać w promieniu 360°.

### Sexton
Brytyjska wersja Priesta produkowana w Kanadzie. Ogólny układ i koncepcja działa Sexton była podobna do M7. Oba pojazdy różniły się jednak uzbrojeniem (brytyjska haubica 87,6 mm) i nieco innym kształtem opancerzenia przedziału bojowego, lecz przede wszystkim zastosowanym podwoziem (M7 – M3 Lee, Sexton – Ram). Łącznie wyprodukowano 2150 dział tego typu. Niektóre z nich były używane w polskiej 1 Dywizji Pancernej.

### Kangaroo
Brytyjska konwersja M7. Transporter opancerzony. Kangaroo mógł przewozić 20 żołnierzy i miał dwuosobową załogę. Pomiędzy październikiem 1944 a kwietniem 1945 przebudowano tak 102 pojazdy.